# Novosibirsk
Novosibirsk (ryska: Новосиби́рск (fil); mellan 1893 och 1925: Novonikolajevsk) är Rysslands tredje största stad med lite mer än 1,5 miljoner invånare. Novosibirsk är administrativt centrum i Novosibirsk oblast.

## Klimat
Sommaren är varm och torr och temperaturen ligger mellan 20 och 22 °C. Vissa dagar kan temperaturen stiga upp till 35 °C. Vintern är kall och snörik och temperaturen ligger mellan -18 och -20 °C. Det är inte ovanligt att temperaturen sjunker till -35 °C. Den lägsta temperatur som registrerats i Novosibirsk är -51,1 °C och den högsta +37 °C.
|                   | Jan   | Feb   | Mar   | Apr  | Maj  | Jun  | Jul  | Aug  | Sep  | Okt | Nov  | Dec   |
| ----------------- | ----- | ----- | ----- | ---- | ---- | ---- | ---- | ---- | ---- | --- | ---- | ----- |
| Medeltemperatur   | −16,2 | −14,7 | −7,2  | 3,2  | 11,6 | 18,2 | 20,2 | 17,0 | 11,5 | 3,4 | −6,0 | −12,7 |
| Högsta medeltemp. | −12,2 | −10,3 | −2,6  | 8,1  | 17,5 | 24,0 | 25,7 | 22,2 | 16,6 | 6,8 | −2,9 | −8,9  |
| Lägsta medeltemp. | −20,1 | −19,1 | −11,8 | −1,7 | 5,6  | 12,3 | 14,7 | 11,7 | 6,4  | 0,0 | −9,1 | −16,4 |
|                   |       |       |       |      |      |      |      |      |      |     |      |       |
| Nederbörd         | 19    | 14    | 15    | 24   | 36   | 58   | 72   | 66   | 44   | 38  | 32   | 24    |

| temperaturer i °C • månadsnederbörd i mm • Källa: ”Mean monthly climatic data for the city of Novosibirsk from 1961 to 1990”. http://meteoinfo.ru/climate/klimatgorod/1716-1246618396. Läst 29 mars 2012. |

## Historia
I slutet av 1800-talet hävdade Alexander III att det var nödvändigt att bygga en järnväg till det område i Ryssland som hade de största naturtillgångarna. Därmed startade byggandet av den transsibiriska järnvägen. Arbetet med järnvägen över floden Ob inleddes 1893 och avslutades 1897. Bönderna från Altaj och områdena runt började snart att använda järnvägen för att frakta korn från Sibirien. År 1903 fick Novonikolajevsk (Novosibirsk) status som stad. Novonikolajevsk blev snart ett finanscentrum i Sibirien. 1915 hade sju banker etablerat sig i staden, och staden införde 1913 obligatorisk grundskola som en av de första städerna i Ryssland. Redan före revolutionen hade staden över 80 000 invånare och staden bytte namn 1926 till det nuvarande, Novosibirsk. Staden fick då status som förvaltningscentrum i Sibirien. Staden fick sitt vetenskapscentrum år 1957. Under början av 1960-talet passerade befolkningen en miljon. Byggandet av tunnelbanan började 1979 och stod färdigt 1985.

## Administrativ indelning

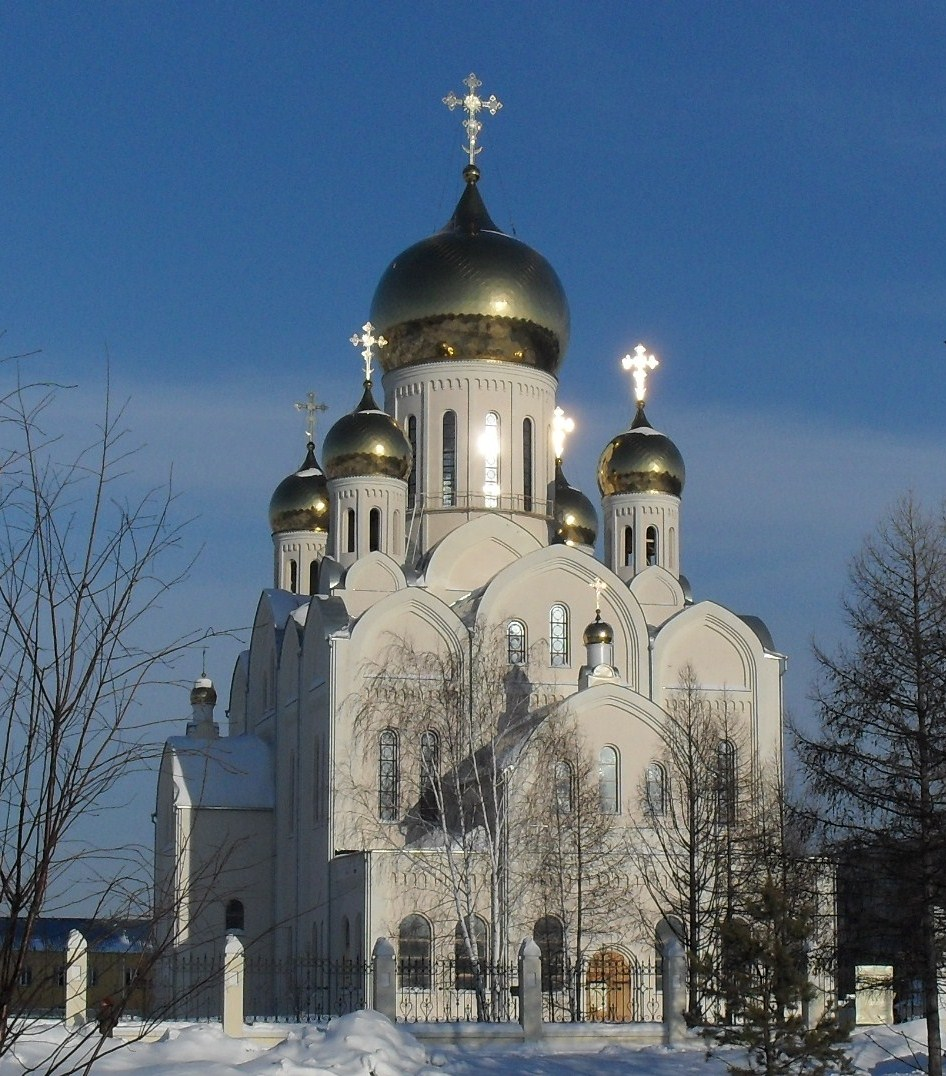
Treenighetskatedralen.

Novosibirsk är indelad i tio stadsdistrikt. Två av distrikten, Leninskij och Kirovskij ligger på den vänstra sidan av floden Ob, medan Zajeltsovskij, Zjeleznodorozjnyj, Dzerzjinskij, Tsentralnyj, Oktiabrskij, Kalininskij, Pervomajskij och Sovetskij ligger på den östra sidan.
| Stadsdistrikt     | Invånarantal 9 oktober 2002 | Invånarantal 14 oktober 2010 |
| ----------------- | --------------------------- | ---------------------------- |
| Dzerzjinskij      | 156 362                     | 163 435                      |
| Kalininskij       | 173 988                     | 183 029                      |
| Kirovskij         | 169 828                     | 170 967                      |
| Leninskij         | 273 116                     | 279 255                      |
| Oktiabrskij       | 176 592                     | 196 276                      |
| Pervomajskij      | 71 712                      | 74 901                       |
| Sovetskij         | 131 303                     | 131 972                      |
| Tsentralnyj       | 72 025                      | 73 121                       |
| Zajeltsovskij     | 137 579                     | 139 062                      |
| Zjeleznodorozjnyj | 63 003                      | 61 736                       |
| TOTALT            | 1 425 508                   | 1 473 754                    |

## Transport

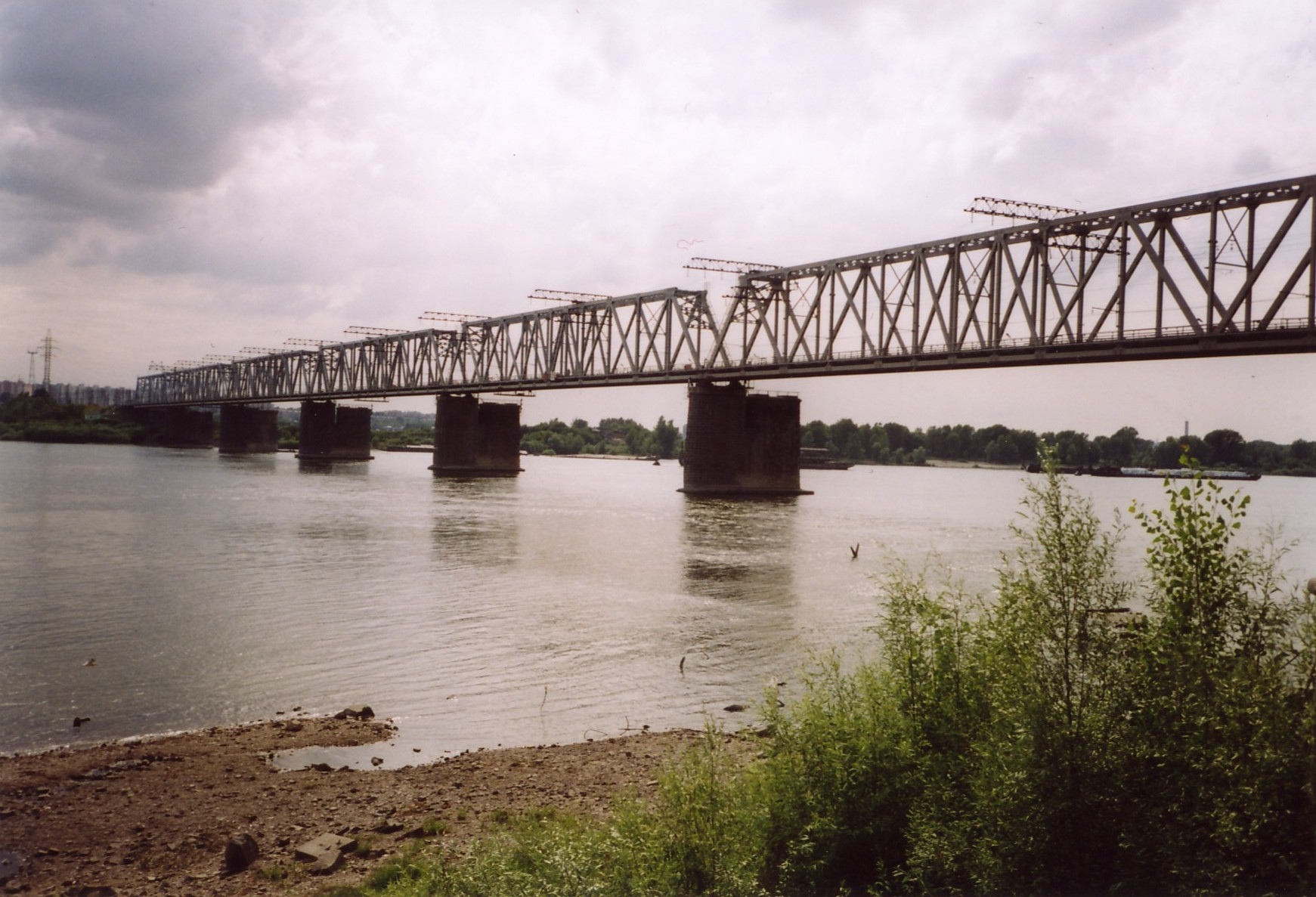
Järnvägsbron över Ob vid Novosibirsk.

Novosibirsk är den tredje största staden i Ryssland (efter Moskva och Sankt Petersburg) och den största i Sibirien. Staden har ett tunnelbanesystem, Novosibirsks tunnelbana, som öppnades 1986. Staden servas av Novosibirsk Tolmatjovos flygplats med reguljära flygningar till Europa och Asien samt andra ryska städer. Tolmatjovo är bas för flygbolaget S7 Airlines.

## Sport
En av stadens mest kända idrottsmän är Aleksandr Karelin som vann nio VM-guld och tre OS-guld i tungviktsbrottning.
- FK Sibir Novosibirsk, fotbollslag som spelar Premjer-Liga 2010
- HK Sibir Novosibirsk, ishockeyklubb som spelar i Kontinental Hockey League
- Sibirtelekom-Lokomotiv Novosibirsk, som spelar i den ryska superligan i basket för herrar
- Dynamo-Energija Novosibirsk, som spelar i den ryska superligan i basket för damer
- Sibselmash, som spelar i Ryska superligan i bandy.